# عميل ذكي
دالة العميل الذكي هي إمكانية داخلية في أية مؤسسة تساعدها على توفير خدمات الاستعانة بمصادر خارجية. يحتفظ «العميل الذكي» بالمعلومات التقنية الكافية حول الخدمات التي يقدمها الطرف الثالث، وذلك لتحديد المتطلبات وإدارة تقديم الخدمات بكفاءة.

## الاستخدام في المملكة المتحدة
طورت هيئة تفتيش المنشآت النووية (NII) التابعة لإدارة الصحة والسلامة (HSE) مفهوم 'العميل الذكي' فيما يتعلق باستخدام رخصة المتعهدين وحققت قبولاً دوليًا.
ويشير مكتب التجارة الحكومية إلى وظيفة العميل الذكي في سياق إدارة الأنظمة المعلوماتية.

## وصلات خارجية
- http://www.hse.gov.uk/nuclear/beaudit/beaudit6.htm
- http://www.hse.gov.uk/foi/internalops/nsd/tech_asst_guides/tast049.htm نسخة محفوظة 28 أغسطس 2011 على موقع واي باك مشين.
- http://www.ogc.gov.uk/delivery_lifecycle_enterprise_architectures.asp
- http://www.ogc.gov.uk/delivery_lifecycle_information_systems___information_technology_management.asp